# Assemblée législative du district autonome de Iamalo-Nénétsie
VIIe législature
no 72, rue de la République, Salekhard
L'assemblée législative du district autonome de Iamalo-Nénétsie (en russe : Законодательное собрание Ямало-Ненецкого автономного округа) est l'organe législatif régional de Iamalie en Russie. Le parlement est composé de 22 députés élus pour 5 ans au suffrage universel direct. À la suite des dernières élections en 2020, l'assemblée est dominée par Russie unie.

## Élections

### 2020
| Parti         | Parti                                | %     | Sièges |
| ------------- | ------------------------------------ | ----- | ------ |
|               | Russie unie                          | 64.64 | 18     |
|               | LDPR                                 | 15.31 | 2      |
|               | KPRF                                 | 8.83  | 1      |
|               | Russie juste                         | 6.05  | 1      |
|               |                                      |       |        |
|               | Parti de la liberté et de la justice | 1.52  | 0      |
|               | Parti de la Croissance               | 1.01  | 0      |
|               | Rodina                               | 0.82  | 0      |
|               |                                      |       |        |
| Participation | Participation                        | 47.12 |        |